# Самарська культура
Самарська культура — археологічна культура ранньої мідної доби у Надволжі. Названа за Самарською Лукою річки Волга. Культури, що займали цей ареал пізніше, іноді також називають самарськими, тому власне Самарську культуру називають Самарською культурою раннього енеоліту.
Виявлена в 1973 році під час археологічних розкопок поблизу села Сьєзжеє Богатівского району Самарської області. Пізніше виявлено ще декілька поселень.

## Датування
Початок V тисячоріччя до н. е.

## Маріупольська культурно-історична спільність
Була частиною більш ширшої маріупольської культурно-історичної області, що, у свою чергу, також називають маріупольсько-сьєзжеєнською за головною пам'яткою самарської культури.
Для культур маріупольського типу характерно певну схожість похоронних обрядів, кераміки та інвентарю, включно з останками коней у могилах. Загальний ареал цих культур охоплює крім середнього та нижнього Надволжя степові Надністрянщину, Надбужя, Наддніпрянщину та Донеччину, нижнє та середнє Подоння та степове Поуралля.
У могильниках на південному заході цієї області знаходять прикраси із золота і міді, видобутої на Балканському півострові. Поширення мідних виробів здійснювалося шляхом обміну з трипільської та іншими західними культурами, а також як трофеїв, захоплених під час набігів.

## Індоєвропейська курганна гіпотеза
За курганною гіпотезою Марії Гімбутас самарська культура, як і наступні хвалинська та ямна культури вважаються індоєвропейськими. За курганною гіпотезою в цьому краї індоевропейці запозичили частину слів уральської мовної сім'ї. З іншого боку, на думку низки фіно-угрознавців перші мовні контакти відбулися вже між фіно-уграми та індоіранцями. У період існування Самарської культури уральська мовна спільнота перебувала на півдні Західного Сибіру.

## Походження
Сформувалася на основі більш ранньої в цьому регіоні Середньоволзької культури середнього неоліту.
Наступною культурою в цьому краї була хвалинська культура середньостогівсько-хвалинської культурно-історичної спільності.

## Поширення
Сучасна Самарська область, інші райони лісостепового середнього Надволжя та Поуралля.
На сході Самарська культура межувала з агідельською культурою, на півдні зі спорідненою надкаспійською культурою, на заході також зі спорідненою Воронізько-донською культурою.

## Поховання
У могилах виявлені залишки від одного до трьох осіб. Над деякими похованнями збудовано тури з каменю або невеликого могильний насип, ранній прообраз великих могил-курганів.
Похоронний обряд і археологічні знахідки в могилах самарської культури загалом аналогічні матеріальній культурі дніпро-донецької культури за одним винятком. На артефактах, знайдених у похованнях, виявлені зображення коней. У могилах також є залишки коней. Отже, люди спромоглися одомашнити цих тварин.

## Зброя
Зброя: ножі й кинджали з кременю й кістки, які в могилах лежать у руках або в головах померлих (навіть дітей). Крім того використовували крем'яні наконечники для стріл та кістяні — для пік.

## Прикраси
У могилах знайдені прикраси з кістки, вирізані у формі коней або подвійний голови бика з отворами для кріплення на підвісках або кінської збруї.

## Гончарство
Кераміка в основному представлена посудом яйцеподібної форми з виразною облямівкою. Вони не були призначені для установки на плоску поверхню та, ймовірно, підвисювалися на рогатках або вкладалися в кошик, й облямівка потрібна була для утримування посудини в рогачі. Посудина могли нести на плечі або вантажити на тварин.
По периферії посуд був прикрашений геометричним орнаментом з ліній, смуг, зигзагів або хвилястих ліній, продряпані або вдавлені в глиняні стінки гребінкою. Сенс орнаменту зрозумілий при погляді зверху: це солярний мотив, де роль сонця виконує гирло посудини.

## Культи
Судячи з солярного орнаменту кераміки, носії культури могли обожнювати сонце. Голови й копита домашніх тварин (велика рогата худоба, вівці, коні) приносили в жертву, поміщаючи їх у спеціальні неглибокі судини поверх могил і посипали вохрою.